# Novi Biloús
Novi Biloús (ucraniano: Но́вий Білоу́с) es un municipio rural de Ucrania perteneciente al raión de Chernígov de la óblast de Chernígov.
En 2020, el territorio del actual municipio tenía una población de unos diez mil habitantes, de los que unos mil trescientos vivían en el propio pueblo de Novi Biloús y el resto repartidos en 21 pedanías. El municipio se formó en 2018 mediante la fusión de los consejos rurales de Novi Biloús, Mojnatyn, Rédkivka, Rudka y Starí Biloús, a los que se añadieron Dóvzhyk, Royishche, Jaliavyn y Jmílnytsia en 2020. Antes de 2018, el consejo rural de Novi Biloús solamente incluía como pedanías a Desnianka y Kóshivka.
Se conoce la existencia del pueblo en documentos desde 1648. En el siglo XIX, el pueblo pertenecía a la vólost de Kozel del uyezd de Chernígov de la gobernación de Chernígov.
Se ubica unos 10 km al noroeste del centro de Chernígov, en la salida de la ciudad de la carretera T2506 que lleva a Liúbech. La mayor parte del término municipal es rural, pero otra parte incluye también áreas de la periferia urbana de Chernígov.